# Raivis Belohvoščiks
Raivis Belohvoščiks (Riga, 21 gennaio 1976) è un ex ciclista su strada lettone, specializzato nelle cronometro individuali. Professionista dal 1998 al 2011, è stato undici volte campione nazionale lettone, dieci volte a cronometro e una su strada.

## Palmarès
- 1995 (dilettanti)

Liegi-Bastogne-Liegi Under-23
- 1996 (dilettanti)

Liegi-Bastogne-Liegi Under-23
Grand Prix Criquielion
- 1997 (dilettanti)

Gran Premio di Poggiana
Coppa Mobilio Ponsacco (in linea)
Coppa Mobilio Ponsacco (a cronometro)
6ª tappa Tour de la Région Wallonne (Nivelles > Namur)
6ª tappa Giro della Toscana (San Romano > San Romano)
- 1999 (Lampre-Daikin, due vittorie)

6ª tappa, 2ª semitappa Deutschland Tour (Viernheim > Bensheim, cronometro individuale)
Gran Premio d'Europa (cronocoppie con Marco Pinotti)
- 2000 (Lampre-Daikin, due vittorie)

5ª tappa Tour de Suisse (Sierre, cronometro individuale)
Campionati lettoni, Prova a cronometro
- 2001 (Lampre-Daikin, due vittorie)

4ª tappa Giro del Lussemburgo (Bettembourg > Bettembourg)
Campionati lettoni, Prova a cronometro
- 2002 (Lampre-Daikin, due vittorie)

Campionati lettoni, Prova in linea
Campionati lettoni, Prova a cronometro
- 2003 (Marlux-Wincor Nixdorf, tre vittorie)

Campionati lettoni, Prova a cronometro
4ª tappa Tre Giorni di La Panne (De Panne > De Panne)
Classifica generale Tre Giorni di La Panne
- 2005 (Team Universal Caffè-Styloffice, una vittoria)

Campionati lettoni, Prova a cronometro
- 2006 (C.B. Immobiliare-Universal Caffè, tre vittorie)

Campionati lettoni, Prova a cronometro
6ª tappa Tour of Japan (Tokyo > Tokyo)
Crono delle Nazioni, Prova a cronometro
- 2007 (Saunier Duval, una vittoria)

Campionati lettoni, Prova a cronometro
- 2008 (Saunier Duval-Scott, due vittorie)

Campionati lettoni, Prova a cronometro
7ª tappa Eneco Tour (Malines, cronometro individuale)
- 2009 (Betonexpressz 2000-Limonta, una vittoria)

Campionati lettoni, Prova a cronometro
- 2010 (Ceramica Flaminia, una vittoria)

Campionati lettoni, Prova a cronometro

#### Altri successi
- 2004 (Chocolade Jacques - Wincor Nixdorf)

Criterium di Saint-Quentin

## Piazzamenti

### Grandi Giri
- Giro d'Italia

2007: 117º
2008: fuori tempo (16ª tappa)
- Tour de France

1999: ritirato (10ª tappa)
2001: 110º
2002: 118º

### Classiche monumento
- Milano-Sanremo

2001: 177º
2007: ritirato
2008: 127°
- Giro delle Fiandre

2001: ritirato
2002: ritirato
2003: 19°
2007: 47°
2008: ritirato
- Parigi-Roubaix

2000: ritirato
2001: ritirato
2007: 75°
2008: ritirato
- Liegi-Bastogne-Liegi

2004: ritirato
- Giro di Lombardia

1999: ritirato
2001: ritirato
2008: ritirato

### Competizioni mondiali
- Campionati del mondo

Perth 1993 - In linea Elite: 62º
Duitama 1995 - In linea Dilettanti: 54º
San Sebastian 1997 - In linea Under-23: 10º
San Sebastian 1997 - Cronometro Under-23: 4º
Valkenburg 1998 - In linea Under-23: 62º
Verona 1999 - In linea Elite: 42º
Verona 1999 - Cronometro: 4º
Plouay 2000 - In linea Elite: ritirato
Plouay 2000 - Cronometro: 12º
Lisbona 2001 - In linea Elite: ritirato
Lisbona 2001 - Cronometro: 37º
Zolder 2002 - Cronometro: 10º
Hamilton 2003 - In linea Elite: ritirato
Hamilton 2003 - Cronometro: ritirato
Verona 2004 - In linea Elite: ritirato
Verona 2004 - Cronometro: 41º
Madrid 2005 - In linea Elite: 119º
Madrid 2005 - Cronometro: 16º
Salisburgo 2006 - In linea Elite: 57º
Salisburgo 2006 - Cronometro: 12º
Stoccarda 2007 - Cronometro: 13º
Varese 2008 - Cronometro: 46º
Mendrisio 2009 - Cronometro: 45º
Melbourne 2010 - Cronometro: 28º
- Giochi olimpici

Sidney 2000 - Prova a cronometro: 15°
Sidney 2000 - Prova in linea: ritirato
Pechino 2008 - Prova a cronometro: 36°
Pechino 2008 - Prova in linea: ritirato

### Competizioni europee
- Campionati europei

Isola di Man 1996 - In linea Under-23: 44°
Villach 1997 - Cronometro Under-23: 9°